# Auburn (Kalifornia)
Auburn település az Amerikai Egyesült Államok Kalifornia államában, Placer megyében, melynek megyeszékhelye is. Lakosainak száma 13 776 fő (2020. április 1.).

## Népesség
A település népességének változása:

| 2010 | 13 330 |
| 2020 | 13 776 |